# Vaughn (nome)
Vaughn  è un nome proprio di persona inglese e gallese maschile.

## Varianti
- Maschili: Vaughan[2]

## Origine e diffusione
Riprende il cognome gallese Vaughn (o Vaughan), basato sul termine bychan che significa "piccolo"; è quindi affine dal punto di vista semantico al nome Paolo, ed opposto a Mór e Magno.

## Onomastico
Il nome è adespota, ovvero non è portato da alcun santo. L'onomastico si può festeggiare il 1º novembre, giorno di Ognissanti.

## Persone

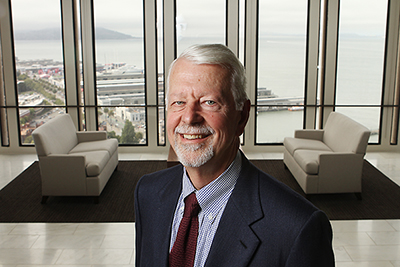
Vaughn R. Walker

- Vaughn Bodé, disegnatore statunitense
- Vaughn Duggins, cestista statunitense
- Vaughn Dunbar, giocatore di football americano statunitense
- Vaughn Gittin, pilota automobilistico statunitense
- Vaughn Meader, comico e imitatore statunitense
- Vaughn Monroe, trombettista e baritono statunitense
- Vaughn Taylor, attore statunitense
- Vaughn R. Walker, giurista statunitense

### Variante Vaughan
- Vaughan Coveny, allenatore di calcio e calciatore neozelandese
- Vaughan Jones, matematico neozelandese